# منظمة رصد حقوق المرأة الكردية
تأسست منظمة رصد حقوق المرأة الكردية (KWRW) في يونيو 2004 كشبكة غير هادفة للربح وغير سياسية من الناشطين والأكاديميين والمحامين والصحفيين. تقع منظمة KWRW في المملكة المتحدة  ونشأت من العمل النسائي الكردي ضد جرائم الشرف عام 2000. نازاند بيجيكاني هو الرئيس الحالي للمنظمة.
تقوم المنظمة بحملات لتعزيز الوعي بوضع المرأة الكردية، مع الاهتمام الخاص بالعنف المنزلي وجرائم الشرف. كما تعمل المنظمة بالتعاون مع الجمعيات النسائية ومنظمات حقوق الإنسان على تحسين صحة النساء الكرديات وتعليمهن في كردستان والشتات الكردي. تعمل المنظمة حاليًا مع جامعة بريستول على دراسة العنف المرتبط بالشرف في كردستان العراق والمملكة المتحدة.
تم اختراق موقع المنظمة.